# Сладковский район
Сладко́вский райо́н — административно-территориальная единица (район) и муниципальное образование (муниципальный район) в Тюменской области России.
Административный центр — село Сладково.

## География
Сладковский район расположен на юго-востоке Тюменской области, в лесостепной зоне, на границе с Северным Казахстаном.
Сладковский район граничит с другими районами:
- в составе областей России:
  - в составе той же Тюменской области:
    - на севере — с Абатским,
    - на северо-западе — с Ишимским,
    - на западе — с Казанским,

  - на востоке — с Называевским районом соседней Омской области;
- в составе Северо-Казахстанской области соседнего Казахстана:
  - на юге — с районом Магжана Жумабаева,
  - на юго-западе — с Кызылжарским.

Площадь Сладковского района составляет 4022,78 км², из которых земли сельскохозяйственного назначения — 2826,73 км²(в том числе, пашня — 673,28 км², сенокосы — 752,23 км², пастбища — 523,68 км²), земли лесного фонда — 794,28 км², земли водного фонда — 807,92 км².
В Сладковском районе расположено 124 озера. Самое обширное из них — озеро Таволжан площадью 71 км², протяжённость достигает 15 км.

## Население
| 2002    | 2009    | 2010    | 2011    | 2012    | 2013    | 2014    |
| ------- | ------- | ------- | ------- | ------- | ------- | ------- |
| 15 052  | ↘14 170 | ↘12 264 | ↘12 205 | ↘11 863 | ↘11 572 | ↘11 308 |
| 2015    | 2016    | 2017    | 2018    | 2019    | 2020    | 2021    |
| ↘11 106 | ↘10 904 | ↘10 658 | ↘10 412 | ↘10 192 | ↘9968   | ↗10 993 |

## История
На основании высочайшего указа императора Павла I от 7 (18)августа 1797 года было введено в казённых селениях крестьян волостное самоуправление. Так возникла Сладковская волость, как административная единица Ишимского уезда Тобольской губернии.
Сладковский район образован на основании постановлений ВЦИК от 3 и 12 ноября 1923 года в составе Ишимского округа Уральской области из Рождественской, Сладковской, Усовской и части Маслянской волостей Ишимского уезда Тюменской губернии с центром в с. Сладковское.
В район вошло 22 сельсовета: Александровский, Бековский, Большовский, Задонский, Каравайский, Катайский, Красивский, Лопазновский, Малиновский, Михайловский, Никулинский, Новоказанский, Новомаслянский, Новониколаевский, Пелевинский, Покровский, Рождественский, Сладковский, Станиченский, Стрункинский, Таволжанский, Усовский.
Постановлениями ВЦИК от:
- 1 января 1932 года — район упразднён. Образован Маслянский район с временным центром в с. Маслянское. В него вошли территории Абатского и Сладковского районов;
- 17 января 1934 года — район включён в состав Челябинской области;
- 27 сентября 1934 года — образован Юрьевский поссовет (в 1937 году переименован в Менжинский);
- 7 декабря 1934 года — район вошёл в состав Омской области;
- 25 января 1935 года — район разукрупнён. Центр района перенесён в с. Сладковское. Во вновь образованный Абатский район переданы сельсоветы, бывшие в нём до упразднения.

Указом Президиума Верховного Совета РСФСР от 19 сентября 1939 года упразднены Большовский, Михайловский, Пелевинский, Таволжанский сельсоветы.
Указом Президиума Верховного Совета СССР 14 августа 1944 года передан в состав образованной Тюменской области.
17 июня 1954 г. упразднены Катайский, Малиновский, Менжинский и Новониколаевский сельсоветы.
11 декабря 1958 г. Новомаслянский сельсовет переименован в Маслянский.
16 октября 1959 г. образован Менжинский сельсовет. Задонский сельсовет упразднён. Бековский сельсовет переименован в Степновский, Каравайский — в Майский.
18 июля 1960 г. упразднены Покровский и Станиченский сельсоветы.
5 октября 1961 г. упразднён Красивский сельсовет.
28 июня 1962 г. упразднён Лопазновский сельсовет.
1 февраля 1963 г. район упразднён. Территория вошла в состав Казанского сельского района.
12 января 1965 г. вновь образован Сладковский район с центром в с. Сладково из 11 сельсоветов, входивших в Маслянский район до упразднения.
28 февраля 1966 г. Новоказанский сельсовет переименован в Лопазновский.
12 июня 1969 г. Стрункинский сельсовет переименован в Новоандреевский.

## Муниципально-территориальное устройство
В Сладковском муниципальном районе 10 сельских поселений, включающих 46 населённых пунктов:
| №  | Сельские поселения                 | Административный центр | Количество населённых пунктов | Население | Площадь, км2 |
| -- | ---------------------------------- | ---------------------- | ----------------------------- | --------- | ------------ |
| 1  | Александровское сельское поселение | село Александровка     | 4                             | ↗1015     | 547,91       |
| 2  | Лопазновское сельское поселение    | село Лопазное          | 3                             | ↘582      | 389,47       |
| 3  | Майское сельское поселение         | деревня Майка          | 4                             | ↘595      | 268,31       |
| 4  | Маслянское сельское поселение      | посёлок Маслянский     | 7                             | ↗1594     | 287,12       |
| 5  | Менжинское сельское поселение      | село Менжинское        | 7                             | ↗634      | 693,26       |
| 6  | Никулинское сельское поселение     | село Никулино          | 3                             | ↗674      | 228,42       |
| 7  | Новоандреевское сельское поселение | деревня Новоандреевка  | 5                             | ↗657      | 314,63       |
| 8  | Сладковское сельское поселение     | село Сладково          | 4                             | ↗3832     | 276,52       |
| 9  | Степновское сельское поселение     | село Степное           | 5                             | ↗366      | 343,32       |
| 10 | Усовское сельское поселение        | село Усово             | 4                             | ↗1044     | 673,82       |

## Населённые пункты
| №  | Населённый пункт | Тип     | Население | Муниципальное образование          |
| -- | ---------------- | ------- | --------- | ---------------------------------- |
| 1  | Александровка    | село    | 629       | Александровское сельское поселение |
| 2  | Беково           | село    | 73        | Степновское сельское поселение     |
| 3  | Большое          | деревня | 221       | Сладковское сельское поселение     |
| 4  | Большой Куртал   | деревня | 55        | Усовское сельское поселение        |
| 5  | Викуловка        | деревня | 35        | Новоандреевское сельское поселение |
| 6  | Вознесенка       | деревня | 25        | Маслянское сельское поселение      |
| 7  | Выстрел          | деревня | 64        | Маслянское сельское поселение      |
| 8  | Гляден           | деревня | 78        | Майское сельское поселение         |
| 9  | Гуляй-Поле       | деревня | 107       | Лопазновское сельское поселение    |
| 10 | Задонка          | деревня | 35        | Степновское сельское поселение     |
| 11 | Каравай          | деревня | 126       | Майское сельское поселение         |
| 12 | Катайск          | деревня | 169       | Никулинское сельское поселение     |
| 13 | Кочкарное        | деревня | 98        | Сладковское сельское поселение     |
| 14 | Красивое         | деревня | 192       | Александровское сельское поселение |
| 15 | Ловцово          | село    | 94        | Степновское сельское поселение     |
| 16 | Лопазное         | село    | 564       | Лопазновское сельское поселение    |
| 17 | Майка            | деревня | 531       | Майское сельское поселение         |
| 18 | Малиново         | деревня | 183       | Сладковское сельское поселение     |
| 19 | Малый Куртал     | деревня | 85        | Менжинское сельское поселение      |
| 20 | Маслянский       | посёлок | 1489      | Маслянское сельское поселение      |
| 21 | Менжинское       | село    | 325       | Менжинское сельское поселение      |
| 22 | Михайловка       | деревня | 184       | Александровское сельское поселение |
| 23 | Никулино         | село    | 493       | Никулинское сельское поселение     |
| 24 | Новоандреевка    | деревня | 680       | Новоандреевское сельское поселение |
| 25 | Новоказанка      | село    | 197       | Лопазновское сельское поселение    |
| 26 | Новониколаевка   | деревня | 11        | Менжинское сельское поселение      |
| 27 | Остропятово      | деревня | 73        | Майское сельское поселение         |
| 28 | Пелевино         | село    | 143       | Усовское сельское поселение        |
| 29 | Победа           | посёлок | 3         | Степновское сельское поселение     |
| 30 | Покровка         | деревня | 240       | Усовское сельское поселение        |
| 31 | Политотдельский  | посёлок | 80        | Менжинское сельское поселение      |
| 32 | Разъезд № 42     | разъезд | 10        | Маслянское сельское поселение      |
| 33 | Разъезд № 44     | разъезд | 14        | Новоандреевское сельское поселение |
| 34 | Рождественка     | деревня | 186       | Менжинское сельское поселение      |
| 35 | Свердловская     | деревня | 5         | Новоандреевское сельское поселение |
| 36 | Сладково         | село    | ↗3438     | Сладковское сельское поселение     |
| 37 | Станиченская     | деревня | 47        | Менжинское сельское поселение      |
| 38 | Станичное        | село    | 41        | Маслянское сельское поселение      |
| 39 | Степное          | село    | 242       | Степновское сельское поселение     |
| 40 | Стрункино        | деревня | 33        | Новоандреевское сельское поселение |
| 41 | Таволжан         | деревня | 181       | Александровское сельское поселение |
| 42 | Травное          | село    | 44        | Маслянское сельское поселение      |
| 43 | Усово            | село    | 699       | Усовское сельское поселение        |
| 44 | Хантиновка       | деревня | 76        | Маслянское сельское поселение      |
| 45 | Шадринка         | деревня | ↘83       | Менжинское сельское поселение      |
| 46 | Щербаково        | деревня | 18        | Никулинское сельское поселение     |

### Упразднённые населённые пункты
7 октября 1999 года была упразднена деревня Дубровное.
7 октября 2004 года была упразднена деревня Пешнево.
7 июня 2008 года была упразднена деревня Шадринка.

## Экономика
Маслянский сыродельный завод и Сладковское товарное рыбоводческое хозяйство наладили поставку своей продукции по всей России.
Охотбазу «Сладково», находящуюся в 10 км от райцентра регулярно посещают иностранные охотники.

## Достопримечательности
Достопримечательностями района являются особо охраняемые природные территории регионального значения: заказники Кабанский (24 110 га), Барсучье (20 507 га) и Таволжанский (2 720 га), а также памятник природы Брусничное (55 га).